# Amata ragazzii asperomontana
Amata ragazzii asperomontana (Stauder, 1917) è una sottospecie di lepidottero appartenente alla famiglia Erebidae, endemico dell'Aspromonte.

## Descrizione
A. ragazzii asperomontana si distingue dalle altre forme di Amata per diversi piccoli particolari. Le dimensioni sono in genere più esili, l'addome particolarmente snello, l'apparenza più fragile. Il colorito è nero-blu, però opaco e senza alcun riflesso metallico. Le antenne, più corte rispetto alle forme di Amata tassonomicamente e geograficamente più vicine, come A. ragazzii ragazzii e A. kruegeri, non presentano le tipiche punte bianche ma sono qui brunastre.
Le macchie bianche sulle ali anteriori sono quasi sempre soltanto cinque e in genere sono più piccole rispetto ad A. phegea. La macchia basale è di dimensioni ridotte oppure può anche non esserci affatto.
Nelle ali posteriori vi è solo la macchia basale, mentre quella mediana è solo accennata.

## Biologia
Gli adulti si vedono volare da inizio giugno fino a luglio, ma verso la quota di 1000 metri lo sfarfallamento avviene in genere più tardi.

## Distribuzione e habitat
Questo tipo di falene vive nelle zone del Piemonte e ai confini francesi, di solito sorvolano praticamente sempre la Svizzera il luogo in cui si vedono più spesso